# 津田重久
津田 重久（つだ しげひさ）は、戦国時代から江戸時代前期にかけての武将。通称は与三郎。官位は従五位下・遠江守。剃髪後は道供と号した。

## 生涯

### 前半生
天文18年（1549年）、山城国伏見（現在の京都府京都市伏見区）にて津田高重の次男として誕生する。津田氏は平清盛の末裔と称する一族で、祖父・元重と父・高重は管領細川氏（細川京兆家）に属して活躍した。
重久ははじめ三好氏に仕え、永禄10年（1567年）10月、三淵藤英を始めとする反足利義栄派の奉公衆と戦って敵将の二階堂駿河守を討ち取るという武功を挙げ、永禄12年（1569年）1月には六条合戦（本圀寺の変）に参加した。
元亀2年（1571年）6月頃には細川昭元に属すが、翌元亀3年（1572年）3月頃より藤英を寄親として足利義昭に仕えた。

### 明智光秀に仕える
天正元年（1573年）、重久は明智光秀の麾下となり、同年11月13日、三好義継方の貝堀城を攻撃した。
天正3年（1575年）8月15日には越前一向一揆と戦い、翌天正4年（1576年）には天王寺城に籠城して本願寺勢と戦った（天王寺の戦い）。
翌天正5年（1577年）10月もしくは11月から翌天正6年（1578年）9月にかけて光秀の丹波攻めに従軍し、各地を転戦した。
天正9年（1581年）2月16日、近衛前久の依頼で近江国坂本から馬を牽いて上洛するが、同月17日、前久が馬を気に入らなかったため、そのまま坂本に戻っている。
天正10年（1582年）の本能寺の変では明智軍の先鋒となって本能寺を襲撃した。その後、光秀に従って安土城に入城し、その際に織田信長が蒐集していた長光の太刀と黄金16枚を与えられている。また、6月9日には光秀より近江国主に任ぜられたともいう。その後の山崎の戦いでは左備えの大将として2,000人を率いて戦うが、光秀が敗れると高野山に逃れた。

### 豊臣政権下の活動
その後、重久は羽柴秀吉に召し出されて尾藤知宣の付属となり、翌天正11年（1583年）4月の賤ヶ岳の戦いで武功を挙げて1,200石を与えられた。
天正15年（1587年）の九州征伐では知宣に従って筑紫に赴き、知宣を害そうとした大崎某を討ち取っている。後に知宣が改易されると豊臣秀次の家臣となり、文禄3年（1594年）8月、秀次の奏請によって従五位下・遠江守に叙任された。

### 前田家に仕える
翌文禄4年（1595年）に秀次が自害すると、重久は浪人となり京都に閑居した。その武勇を惜しんだ伊達政宗・細川藤孝・福島正則から仕官の誘いを受けるが、翌文禄5年（1596年）、奥村永福・横山長知を介して前田利長に召し出され、4,000俵でその家臣となった。
慶長5年（1600年）、関ヶ原の戦いの前哨戦である大聖寺城の戦いでは西軍に与した山口宗永が籠もる大聖寺城を攻撃し、首1つを挙げた。この戦いで重久は利長の使いとして前田軍の先鋒に向かう際に鉄砲で太股を撃ち抜かれるが、落馬せず役目を果たしたという。
慶長8年（1603年）には大聖寺城の城代に任ぜられるが、慶長15年（1610年）に致仕した。長男の平蔵は病気がちであったため、家督は次男の重次が継いだ。
慶長19年（1614年）の大坂冬の陣では前田利常の参謀を務め、翌慶長20年（1615年）の大坂夏の陣では大聖寺城の留守を守った。晩年は利常・光高の御咄衆を務め、自身の戦功談を語ったという。
寛永11年（1634年）、86歳の長寿をもって死去した。
その後、重次は大坂の陣での戦功により10,000石を食む大身となるが、寛永18年（1641年）にキリシタンであるという噂を立てられて江戸の湯島・本郷に蟄居し、慶安4年（1651年）4月4日に死去した。また、三男の重以は別家を興して300石で利長に仕えるが、後に3,000石まで禄を増やして人持組に列し、四男の四郎兵衛は大聖寺藩士に、五男の与右衛門は富山藩士となった。

## 人物・逸話
- 重久は膂力衆に優れ、 生涯に渡って敵将6人を斬り、兜首を挙げること22級、感状を3通得たという[4]。
- 山崎の戦いの後、高野山に隠れ潜んでいた重久は秀吉が明智の旧臣を赦免する触れを出したことを聞くと、降参を装って秀吉を討ち取ろうと目論んだ。その後、秀吉の本営に訪れて対面を願い出るも中々秀吉は現れず、重久が少し退屈しかけたとき、突然現れた秀吉が「与三。たっしゃか」と声をかけ、そして楽々と近寄ると杖で重久の首を押さえて「その方は参ってよかった、参らねばこの首が危うかったぞ。一隊の采配をふるったその方ゆえ、隠れても必ずや探して討つ。訪ねて参ったゆえに免じておくぞ」と告げた。これには重久も骨も筋も綿のようになってしまい、「よしよし、生かせば役にたつその方じゃ、秀吉に奉公、武功を励め」という一言で遂に平伏した。老後、重久は子どもたちに「秀吉という人は天から授かった英雄じゃ、勇士も猛将もあの威風には及びもつかぬ。一生の間にわしは、あの時ほど、気のくじけたことはない」と語ったという[5]。
- 光秀より与えられた長光の太刀は重久によって利長に献上され（または重以が利常に献上したともいう）、宝永5年（1708年）11月30日、4代藩主・前田綱紀が世子・吉徳の妻に5代将軍・徳川綱吉の娘・松姫を迎えるにあたり、降嫁の礼として名物・乱光包とともに綱吉に献上された。翌宝永6年（1709年）5月23日、尾張藩4代藩主・徳川吉通が6代将軍・徳川家宣より拝領し、以後は尾張徳川家に伝来、現在は国宝に指定されている[6]。